# Tão Gomes Pinto
Sebastião Rubens Gomes Pinto, mais conhecido como Tão Gomes Pinto (São Paulo, 27 de fevereiro de 1939 – São Paulo, 29 de abril de 2022) foi um jornalista e escritor brasileiro.

## Carreira
Sua carreira como jornalista começou nas páginas esportivas do jornal Última Hora, de onde seguiu para o Notícias Populares e para a Edição de Esportes, projeto do Grupo Estado que culminaria em 1966 com o Jornal da Tarde, de que foi um dos fundadores. Teve também passagens pelas revistas Veja, IstoÉ e Manchete. Foi ainda assessor do ex-governador de São Paulo Franco Montoro e do ex-prefeito de Campinas Jacó Bittar.
Morreu em 29 de abril de 2022, aos 83 anos. A causa da morte não foi divulgada.

## Livros
- O Elefante É um Animal Político, O livro conta sobre os bastidores da escolha do vice de Tancredo Neves para a presidência da República.
- Ele, Paulo Maluf, Trajetória da Audácia, Biografia do ex-governador Paulo Maluf.

## Prêmios
- 1966 - Prêmio Esso de Jornalismo na categoria "Trabalho esportivo" pela reportagem "Interior, futebol por dentro", coproduzida com Hamilton de Almeida Filho e publicada no jornal Edição de Esportes.[2][3]